# Championnat de France de rugby à XIII 1963-1964
Navigation
Édition précédente Édition suivante
Le Championnat de France de rugby à XIII 1963-1964 oppose pour la saison 1963-1964 les meilleures équipes françaises de rugby à XIII au nombre de seize.

## Liste des équipes en compétition
| Albi Avignon Bordeaux-Facture Carcassonne Cavaillon Lézignan Limoux Marseille Montpellier Celtic Paris XIII Catalan Roanne Saint-Gaudens Toulouse Villefranche Villeneuve |

Seize équipes participent au championnat de France de première division avec les retraits de La Réole et de Tonneins contrebalancé par l'arrivée du Celtic de Paris.

## Déroulement de la compétition

### Classement de la première phase
| Classement | Club                    | Points | Matchs |
| 1er        | R.C. Saint-Gaudens      | 73     | 28     |
| 2e         | Toulouse olympique XIII | 67     | 28     |
| 3e         | F.C. Lézignan           | 63     | 28     |
| 4e         | R.C. Albigeois          | 63     | 28     |
| 5e         | R.C. Roanne             | 62     | 28     |
| 6e         | U.S. Villeneuve         | 62     | 28     |
| 7e         | XIII Catalan            | 62     | 28     |
| 8e         | XIII Limouxin           | 60     | 28     |
| 9e         | Villefranche XIII       | 60     | 28     |
| 10e        | A.S. Carcassonne        | 58     | 28     |
| 11e        | R.C. Marseille          | 47     | 26     |
| 12e        | S.U. Cavaillon          | 38     | 27     |
| 13e        | Bordeaux-Facture XIII   | 37     | 26     |
| 14e        | Avignon                 | 37     | 28     |
| 15e        | Montpellier XIII        | 31     | 27     |
| 16e        | Celtic de Paris         | 28     | 28     |

|  | Qualifié pour les quarts-de-finale |

## Phase finale
|  | Quart de finale                | Quart de finale             | Quart de finale             | Quart de finale             |                         |                         | Demi-finale              | Demi-finale              | Demi-finale              | Demi-finale              |  |  | Finale                    | Finale                    | Finale                    | Finale                    |
|  |                                |                             |                             |                             |                         |                         |                          |                          |                          |                          |  |  |                           |                           |                           |                           |
|  | Le 18 avril 1964 à Toulouse    | Le 18 avril 1964 à Toulouse | Le 18 avril 1964 à Toulouse | Le 18 avril 1964 à Toulouse |                         |                         | Le 3 mai 1964 à Toulouse | Le 3 mai 1964 à Toulouse | Le 3 mai 1964 à Toulouse | Le 3 mai 1964 à Toulouse |  |  | Le 10 mai 1964 à Toulouse | Le 10 mai 1964 à Toulouse | Le 10 mai 1964 à Toulouse | Le 10 mai 1964 à Toulouse |
|  | Le 18 avril 1964 à Toulouse    | Le 18 avril 1964 à Toulouse | Le 18 avril 1964 à Toulouse | Le 18 avril 1964 à Toulouse |                         |                         | Le 3 mai 1964 à Toulouse | Le 3 mai 1964 à Toulouse | Le 3 mai 1964 à Toulouse | Le 3 mai 1964 à Toulouse |  |  | Le 10 mai 1964 à Toulouse | Le 10 mai 1964 à Toulouse | Le 10 mai 1964 à Toulouse | Le 10 mai 1964 à Toulouse |
|  | U.S. VIlleneuve                | U.S. VIlleneuve             | 17                          | 17                          |                         |                         | Le 3 mai 1964 à Toulouse | Le 3 mai 1964 à Toulouse | Le 3 mai 1964 à Toulouse | Le 3 mai 1964 à Toulouse |  |  | Le 10 mai 1964 à Toulouse | Le 10 mai 1964 à Toulouse | Le 10 mai 1964 à Toulouse | Le 10 mai 1964 à Toulouse |
|  | U.S. VIlleneuve                | U.S. VIlleneuve             | 17                          | 17                          |                         |                         | Le 3 mai 1964 à Toulouse | Le 3 mai 1964 à Toulouse | Le 3 mai 1964 à Toulouse | Le 3 mai 1964 à Toulouse |  |  | Le 10 mai 1964 à Toulouse | Le 10 mai 1964 à Toulouse | Le 10 mai 1964 à Toulouse | Le 10 mai 1964 à Toulouse |
|  | Albi                           | Albi                        | 2                           | 2                           |                         |                         | Le 3 mai 1964 à Toulouse | Le 3 mai 1964 à Toulouse | Le 3 mai 1964 à Toulouse | Le 3 mai 1964 à Toulouse |  |  | Le 10 mai 1964 à Toulouse | Le 10 mai 1964 à Toulouse | Le 10 mai 1964 à Toulouse | Le 10 mai 1964 à Toulouse |
|  | Albi                           | Albi                        | 2                           | 2                           | U.S. Villeneuve         | U.S. Villeneuve         | 12                       | 12                       |                          |                          |  |  | Le 10 mai 1964 à Toulouse | Le 10 mai 1964 à Toulouse | Le 10 mai 1964 à Toulouse | Le 10 mai 1964 à Toulouse |
|  | Le 27 avril 1964 à Toulouse    |                             |                             |                             | U.S. Villeneuve         | U.S. Villeneuve         | 12                       | 12                       |                          |                          |  |  | Le 10 mai 1964 à Toulouse | Le 10 mai 1964 à Toulouse | Le 10 mai 1964 à Toulouse | Le 10 mai 1964 à Toulouse |
|  |                                |                             | R.C. Saint-Gaudens          | R.C. Saint-Gaudens          | 4                       | 4                       |                          |                          |                          |                          |  |  | Le 10 mai 1964 à Toulouse | Le 10 mai 1964 à Toulouse | Le 10 mai 1964 à Toulouse | Le 10 mai 1964 à Toulouse |
|  | R.C. Saint-Gaudens             | R.C. Saint-Gaudens          | R.C. Saint-Gaudens          | R.C. Saint-Gaudens          | 4                       | 4                       | 4                        | 4                        |                          |                          |  |  | Le 10 mai 1964 à Toulouse | Le 10 mai 1964 à Toulouse | Le 10 mai 1964 à Toulouse | Le 10 mai 1964 à Toulouse |
|  | R.C. Saint-Gaudens             | R.C. Saint-Gaudens          | Le 3 mai 1964 à Carcassonne |                             |                         |                         | 4                        | 4                        |                          |                          |  |  | Le 10 mai 1964 à Toulouse | Le 10 mai 1964 à Toulouse | Le 10 mai 1964 à Toulouse | Le 10 mai 1964 à Toulouse |
|  | Limoux                         | Limoux                      | 0                           | 0                           |                         |                         |                          |                          |                          |                          |  |  | Le 10 mai 1964 à Toulouse | Le 10 mai 1964 à Toulouse | Le 10 mai 1964 à Toulouse | Le 10 mai 1964 à Toulouse |
|  | Limoux                         | Limoux                      | 0                           | 0                           | U.S. Villeneuve         | U.S. Villeneuve         | 4                        | 4                        |                          |                          |  |  |                           |                           |                           |                           |
|  | Le 19 avril 1964 à Cavaillon   |                             |                             |                             | U.S. Villeneuve         | U.S. Villeneuve         | 4                        | 4                        |                          |                          |  |  |                           |                           |                           |                           |
|  |                                |                             | Toulouse olympique XIII     | Toulouse olympique XIII     | 3                       | 3                       |                          |                          |                          |                          |  |  |                           |                           |                           |                           |
|  | Toulouse olympique XIII        | Toulouse olympique XIII     | Toulouse olympique XIII     | Toulouse olympique XIII     | 3                       | 3                       | 9                        | 9                        |                          |                          |  |  |                           |                           |                           |                           |
|  | Toulouse olympique XIII        | Toulouse olympique XIII     |                             |                             |                         |                         |                          |                          |                          |                          |  |  |                           |                           |                           |                           |
|  | Roanne                         | Roanne                      | 6                           | 6                           |                         |                         |                          |                          |                          |                          |  |  |                           |                           |                           |                           |
|  | Roanne                         | Roanne                      | 6                           | 6                           | Toulouse olympique XIII | Toulouse olympique XIII | 18                       | 18                       |                          |                          |  |  |                           |                           |                           |                           |
|  | Le 19 avril 1964 à Carcassonne |                             |                             |                             | Toulouse olympique XIII | Toulouse olympique XIII | 18                       | 18                       |                          |                          |  |  |                           |                           |                           |                           |
|  |                                |                             | XIII Catalan                | XIII Catalan                | 5                       | 5                       |                          |                          |                          |                          |  |  |                           |                           |                           |                           |
|  | XIII Catalan                   | XIII Catalan                | XIII Catalan                | XIII Catalan                | 5                       | 5                       | 17                       | 17                       |                          |                          |  |  |                           |                           |                           |                           |
|  | XIII Catalan                   | XIII Catalan                |                             |                             |                         |                         |                          | 17                       |                          |                          |  |  |                           |                           |                           |                           |
|  | R.C. Lézignan                  | R.C. Lézignan               | 11                          | 11                          |                         |                         |                          |                          |                          |                          |  |  |                           |                           |                           |                           |
|  | R.C. Lézignan                  | R.C. Lézignan               | 11                          | 11                          |                         |                         |                          |                          |                          |                          |  |  |                           |                           |                           |                           |
|  |                                |                             |                             |                             |                         |                         |                          |                          |                          |                          |  |  |                           |                           |                           |                           |

### Finale
(mt : 4 - 0)
Homme du match :
Points marqués :
- Villeneuve : 2 pénalités de F. Bertrand (4e et 29e).
- Toulouse : 1 essai d'Etcheberry (42e).

Évolution du score : 2-0, 4-0 (mi-temps), 4-3.
Arbitre : M. Cassan (Cavaillon)
Spectateurs : 7 764
Recette : 59 300 francs
Composition des équipes :
- Villeneuve : Christian Clar - Jacques Dubon (c), Jacques Merquey, Jacques Gruppi, Bertrand Ballouhey - Étienne Courtine, Francis Bertrand - Jean Panno, Jules Favaretto, Christian Sabatié, Jean Planté, Léopold Pujol, Jean-Pierre Clar - Entraîneur : Jep Lacoste.
- Toulouse : Jacques Sarramona - Jean Etcheberry, Yves Bertrand, Marquet, Irénée Gendre - Aimé Ourliac (o), Joseph Guiraud (m)(c) - Jean Kaczmarek, Roger Llanas, Pierre Parpagiola, André Archidec, Hugues Viès, Georges Aillères - Entraîneur : Vincent Cantoni.

Trois jours auparavant, le club de l'U.S. Villeneuve s'impose 10-2 contre Toulouse olympique XIII, privé alors de leur talonneur Roger Llanas, au stade Gilbert-Brutus de Perpignan en finale de la Coupe de France 1964. Il s'agit donc du deuxième acte qui conclut la saison 1964 en France.
Villeneuve, amputé de Raymond Gruppi, est annoncé favori pour cette finale contre Toulouse qui récupère Llanas pour cette rencontre mais ne peut aligner Pierre Lacaze qui se blessa trois jours précédemment et est remplacé par Sarramon. La finale se déroule au Stadium de Toulouse permettant aux Toulousains de compter sur le soutien de leur public.
La première mi-temps voit les locaux dominer territorialement Villeneuve et faire des départs percutants via leurs avants à l'instar de Pierre Parpagiola mais ceux-ci ne parviennent pas à concrétiser en raison de précipitations, nervosité et de passes mal assurées, avec également des mises danger de Joseph Guiraud et Gendre  sans succès. Toulouse finit par conclure à la 24e minute par un essai de Jean Etcheberry mais est refusé, par ailleurs Guiraud ne parvenait pas à convertir de pénalité, où l'ombre de Lacaze, botteur attitré de Toulouse, était présente. La défense de Villeneuve est intraitable et compte sur les coups de pied d'Étienne Courtine et surtout possède un botteur, Bertrand, qui réussit à passer deux pénalités à la 4e et 29e minutes pour permettre à ses coéquipiers de mener 4-0 malgré la sortie de Jean-Pierre Clar victime d'une fracture du péroné.
Au retour des vestiaires, Toulouse parvient enfin sur un exploit d'Etcheberry de marquer un essai en échappant aux bras villeneuvois. Guiraud et Georges Aillères continuèrent de perforer la défense de Villeneuve mais aucun point n'est inscrit malgré des pénalités tentées par Guiraud. Villeneuve, pourtant réduit à 12 depuis la sortie de J-C. Clar, procède de son côté par contre attaque et est tout près de marquer un essai par Jacques Gruppi, Jacques Dubon ou Christian Clar. A huit minutes du terme de la rencontre, Guiraud est tout près d'un essai tout fait mais sur un pas d'hésitation se pensant suivi alors qu'il fut seul permet à Villeneuve de fermer ses espaces. Le score n'évolue plus et Villeneuve fête le doublé Coupe/Championnat.

## Effectifs des équipes présentes
| Villeneuve-sur-Lot | Bertrand Ballouhey Francis Bertrand Bienvenue Christian Clar Jean-Pierre Clar Étienne Courtine Jacques Dubon (c) Jules Favaretto Jacques Gruppi Raymond Gruppi Jacques Merquey Nardou Jean Panno Jean Planté Léopold Pujol Christian Sabatié Sort Entraîneur : Jep Lacoste | Toulouse        | Georges Aillères André Archidec Bazelga Yves Bertrand Canel Jean Etcheberry Élie Gabellotto Irénée Gendre Joseph Guiraud (m)(c) Jean Kaczmarek Roger Llanas Gérard Lô Marquet Aimé Ourliac (o) Pierre Parpagiola Piquemal Jacques Sarramona Hugues Viès Entraîneur : Vincent Cantoni |
| Saint-Gaudens      | D. Bardès Jean Barthe Berdeu Carrassoumet Paul Caujolle Eugène D. Laurent L. Laurent Pierre Laurent Guy Lavigne Jean-Pierre Lecompte Serge Loubet Henri Marracq Moret Jean Nédorézoff Marcel Péré Pierrat Gilbert Pujol André Rives Armand Save Robert Séville             | XIII Catalan    | Bailis Georges Bonnet André Bourreil Guy Bruzy Yves Castany Henri Chamorin Guy Cardona Yves Civil Francis Delonca Édouard Duseigneur Yvon Gourbal Hervé Larrue Claude Mantoulan Francis Mas Tarrius Jean Vergès Entraîneur : René Duffort                                            |
| Bordeaux-Facture   | René Baquet Bartoletti Jacques Courbin Michel Darguence Christian Duplé Roger Garnung Philippe Labache Guy Lataste Rémy Lestrille Manuel Lopez Jacques Plantey Francis Palats                                                                                              | Celtic de Paris | Bonnel Jean-Claude Duffau Franklin Joseph Lapoterie Lossac Montargès Alain Perducat Piazza Rozan Sajus Roger Sogorb Tisseyre |
| Marseille          | Auguste Ambert Roger Carmouze Cazeaux Damiani Alain Doulieu Durm Jean Graciet Mariat Marquillo Hervé Mazard Paulet Gabriel Rinaldi Vanini | Albi            | Claude André Auriolle Yves Bégou Bellot Marcel Bonnet Chiap Honoré Conti Jean-Claude Cros Yvan Duffour Bernard Fabre Georges Fages Roger Garrigue Gilbert Verdié André Vadon José Vergniory Jean Villeneuve Bernard Waysenson                                                        |
| Roanne             | Michel Bardes Robert Eramouspé Serge Estiau Antoine Montcel Daniel Pellerin Bernard Catrevault (du Stade Langonnais) Bernard Vizier | Lézignan        | André Carrère Gilbert Benausse Michel Boule Antoine Esquiva |
| Carcassonne        | Pierre Azalbert Henri Castel Laurent Faletti Louis Vergé | Limoux          | Pierre Escourrou Gérard Savonne |
| Montpellier        | Pierre Plô | Avignon         | Louis Calmet Marius Frattini |